# Antoine-Louis de Percin
Pour les articles homonymes, voir Percin.
Antoine-Louis de Percin (25 janvier 1769, Fleurance - 11 février 1850, Fleurance), est un avocat et homme politique français.

## Biographie
Percin étudia le droit, fut reçu avocat et devint maire de Fleurance. Le 14 mai 1815, il fut élu par l'arrondissement de Lectoure représentant à la Chambre des Cent-Jours, avec 32 voix sur 59 votants. Il ne fit pas partie d'autres législatures.

## Sources
- « Antoine-Louis de Percin », dans Adolphe Robert et Gaston Cougny, Dictionnaire des parlementaires français, Edgar Bourloton, 1889-1891 [détail de l’édition]